# Коронел, Карлос Мигел
Ка́рлос Миге́л Коронел (порт. Carlos Miguel Coronel; род. 29 декабря 1996, Корумба, Мату-Гросу-ду-Сул) — бразильский и парагвайский футболист, вратарь американского клуба «Нью-Йорк Ред Буллз» и сборной Парагвая.

## Клубная карьера
Коронел — воспитанник клуба «Ред Булл Бразил». Летом 2015 года он переехал в австрийский клуб концерна Ред Булл — «Зальцбург». 31 июля 2015 года в матче против «Санкт-Пёльтена» Карлос Мигел дебютировал за резервную команду «Лиферинг». 27 мая 2018 года в последнем матче чемпионата Австрии против венской «Аустрии» Коронел дебютировал за основной состав «Ред Булл Зальцбург».
В январе 2019 года, Калос Мигел на правах аренды стал игроком американского клуба «Филадельфия Юнион». 24 марта в матче против «Коламбус Крю» он дебютировал в МЛС. Также выступал за резервный клуб «Бетлехем Стил» в чемпионшипе ЮСЛ. Летом 2019 года вернулся в расположение «Зальцбурга».
После травмы Цицана Станкович и запасного вратаря Александра Вальке, 23 октября 2019 года в матче против итальянского «Наполи» он дебютировал в Лиги чемпионов УЕФА. По итогам сезона, голкипер стал обладателем Кубка Австрии и чемпионом австрийской Бундеслиге.
В феврале 2021 года, Коронел на правах аренды перешёл в американский «Нью-Йорк Ред Буллз». 18 апреля в матче против «Спортинг Канзас Сити» он дебютировал за клуб в МЛС. 20 ноября сыграл в проигранном предварительном раунде плей-офф против «Филадельфии Юнион». По окончании арендного соглашения, игрок был выкуплен.

## Международная карьера
Родился в Бразилии, отец — бразилец, мать — парагвайка. В июле 2023 года Карлос Мигел был натурализован для выступлений в сборной Парагвая. 8 сентября в матче квалификации КОНМЕБОЛ на ЧМ-2026 против сборной Перу он дебютировал в национальной сборной Парагвая. 

## Достижения
«Ред Булл» (Зальцбург)
- Чемпион Австрии (2): 2017/18, 2019/20
- Обладатель Кубка Австрии (2): 2018/19, 2019/20